# Ramsey Angela
Ramsey Angela (* 6. November 1999) ist ein niederländischer Leichtathlet, der hauptsächlich im 400-Meter-Hürdenlauf an den Start geht. 2021 gewann er zusammen mit der niederländischen 4-mal-400-Meter-Staffel die Silbermedaille bei den Olympischen Sommerspielen in Tokio.

## Sportliche Laufbahn
Ramsey Angela nahm erstmals 2015 an Niederländischen Jugendmeisterschaften teil und konnte damals die Goldmedaille im 110-Meter-Hürdenlauf gewinnen. Ein Jahr darauf siegte er bei den gleichen Meisterschaften über 400 Meter und im 400-Meter-Hürdenlauf. 2017 qualifizierte er sich über 400 Meter Hürden für die U20-Europameisterschaften in Grosseto, erreichte dabei allerdings in seinem Vorlauf nicht das Ziel. 2018 siegte Angela bei den Niederländischen U20-Hallenmeisterschaften im 400-Meter-Lauf. In seinem ersten Wettkampf der Saison über 400 Meter Hürden verbesserte er sich anschließend auf 50,75 s und qualifizierte sich damit auch für die U20-Weltmeisterschaften in Tampere. Bei diesen trat er Mitte Juli an und zog in das Halbfinale ein, in dem er als Sechster seines Laufes ausschied. Später im August nahm er als Teil der niederländischen 4-mal-400-Meter-Staffel an den Europameisterschaften in Berlin teil, bei denen man als Viertplatzierte im eigenen Vorlauf den Einzug in das Finale knapp verpasste.

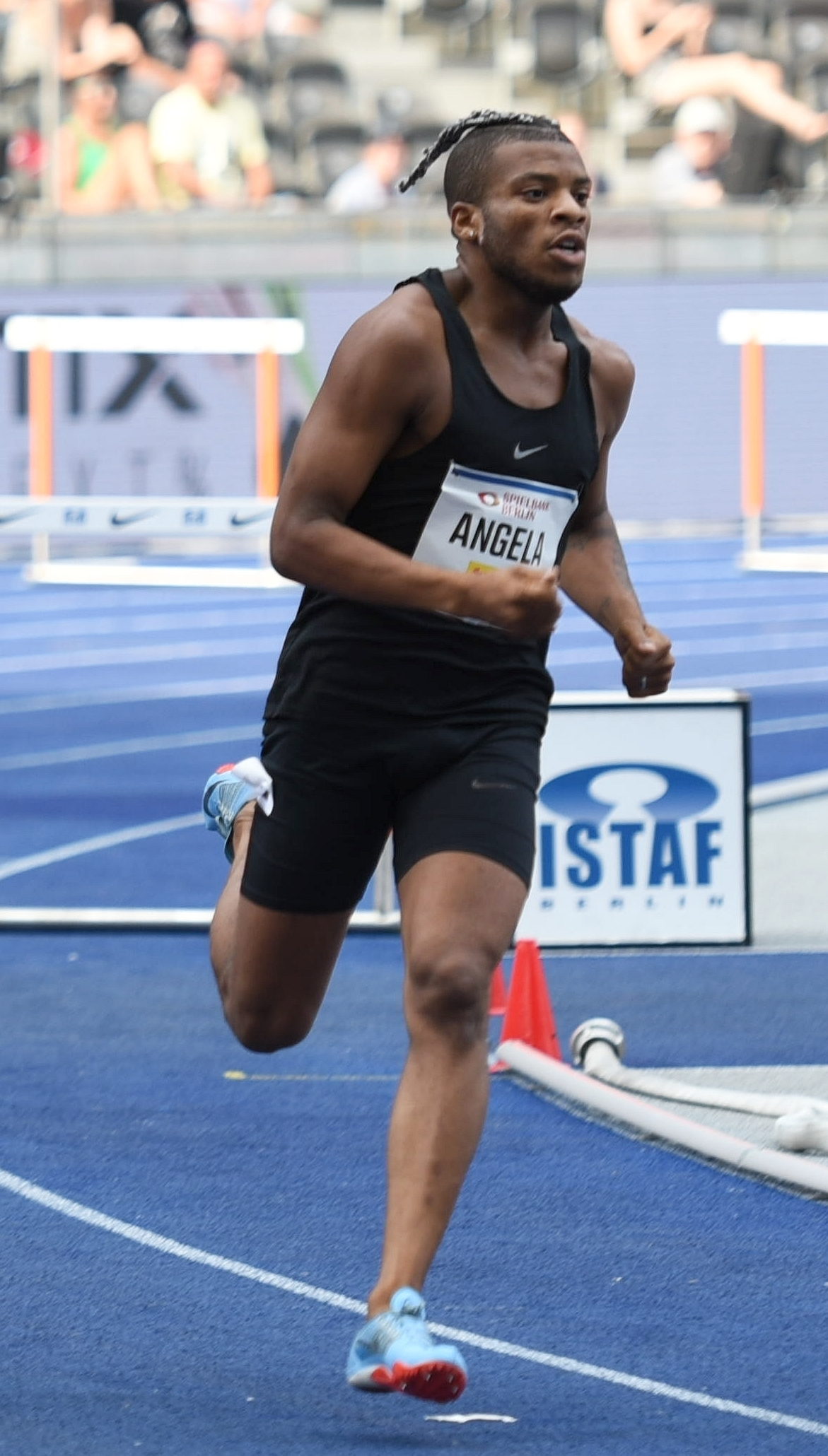
Angela beim ISTAF Berlin 2019

2019 belegte Angela den vierten Platz über 400 Meter bei den Niederländischen Hallenmeisterschaften. Im Juli trat er bei den U23-Europameisterschaften in Gävle an, bei denen er mit seiner zweitschnellsten Saisonzeit von 50,51 s den siebten Platz im Finale belegte. 2020 stellte Angela jeweils Bestleistungen über 400 Meter in 46,90 s bzw. 400 Meter Hürden von 49,60 s auf. 2021 verbesserter er sich im Vorlauf der Niederländischen Hallenmeisterschaften auf 46,48 s im 400-Meter-Lauf, den er schließlich im Finale als Vierter beendete. Anfang März war er Teil der niederländischen 4-mal-400-Meter-Staffel bei den Halleneuropameisterschaften im polnischen Toruń, die mit Nationalrekord von 3:06,06 min die Goldmedaille gewinnen konnte. Später im Mai 2021 gewann er, zusammen mit seinen Teamkollegen, im 4 × 400-m-Staffelwettbewerb bei den World Athletics Relays in Chorzów eine weitere Goldmedaille. Anfang Juli trat er zum zweiten Mal nach 2019 in Tallinn bei den U23-Europameisterschaften an und konnte mit persönlicher Bestleistung von 49,07 s die Bronzemedaille gewinnen. Ende Juli trat er in Tokio zum ersten Mal bei den Olympischen Sommerspielen an und war am zweiten Wettkampftag der Leichtathleten Teil des niederländischen Quartetts bei der olympischen Premiere des 4-mal-400-Meter-Mixed-Staffelwettbewerbs. Zusammen mit seinen Teamkameraden erreichte er das Finale, in dem man mit Nationalrekord als Vierte nur knapp die Medaillenränge verpasste. Wenige Tage später war er erneut Teil der niederländischen 4-mal-400-Meter-Staffel und erreichte mit ihr das Finale. Darin gewann das Quartett, mit ihm als Schlussläufer, mit Nationalrekord von 2:57,18 min überraschend die Silbermedaille.
2022 nahm Angela in den USA an seinen ersten Weltmeisterschaften teil. Als Fünfter seines Vorlaufes erreichte er dort das Halbfinale, verpasste darin als Vierter seines Laufes den Einzug in das Finale. Später trat er zudem mit der 4-mal-400-Meter-Staffel an. Das niederländische Quartett verpasste als Neuntplatziertes nach den Vorläufen nur äußerst knapp den Einzug in das Finale. Einen Monat später trat er bei den Europameisterschaften in München an und erreichte das Halbfinale im Hürdenlauf. Darin schied er allerdings als Letzter seines Laufes aus. Anschließend landete er mit der niederländischen Staffel im Finale auf dem fünften Platz. 2023 nahm Angela als Staffelläufer zum zweiten Mal an den Halleneuropameisterschaften teil. Mit der niederländischen 4-mal-400-Meter-Staffel konnte er im Finale die Bronzemedaille gewinnen. Ende August belegte er mit der niederländischen Staffel den sechsten Platz bei den Weltmeisterschaften in Budapest. 2024 konnte Angela mit der Staffel im Frühjahr die Bronzemedaille bei den Hallenweltmeisterschaften in Glasgow gewinnen.
Ramsey Angela wurde 2020 niederländischer Meister im 400-Meter-Lauf. 2021 und 2023 wurde er nationaler Meister über 400 Meter Hürden.

## Wichtige Wettbewerbe
| Jahr                    | Veranstaltung               | Ort                     | Platz                   | Disziplin               | Zeit                    |
| Startet für Niederlande | Startet für Niederlande     | Startet für Niederlande | Startet für Niederlande | Startet für Niederlande | Startet für Niederlande |
| ----------------------- | --------------------------- | ----------------------- | ----------------------- | ----------------------- | ----------------------- |
| 2017                    | U20-Europameisterschaften   | Grosseto                |                         | 400 m Hürden            | DNF                     |
| 2018                    | U20-Weltmeisterschaften     | Tampere                 | 18.                     | 400 m Hürden            | 51,99 s                 |
| 2018                    | Europameisterschaften       | Berlin                  | 9.                      | 4 × 400 m               | 3:04,93 min             |
| 2019                    | U23-Europameisterschaften   | Gävle                   | 7.                      | 400 m Hürden            | 50,51 s                 |
| 2021                    | Halleneuropameisterschaften | Toruń                   | 1.                      | 4 × 400 m               | 3:06,06 min             |
| 2021                    | World Athletics Relays      | Chorzów                 | 1.                      | 4 × 400 m               | 3:03,45 min             |
| 2021                    | U23-Europameisterschaften   | Tallinn                 | 3.                      | 400 m Hürden            | 49,07 s                 |
| 2021                    | Olympische Sommerspiele     | Tokio                   | 4.                      | 4 × 400 m (Mixed)       | 3:10,36 min             |
| 2021                    | Olympische Sommerspiele     | Tokio                   | 2.                      | 4 × 400 m               | 2:57,18 min             |
| 2022                    | Weltmeisterschaften         | Eugene                  | 17.                     | 400 m Hürden            | 49,77 s                 |
| 2022                    | Weltmeisterschaften         | Eugene                  | 9.                      | 4 × 400 m               | 3:03,14 min             |
| 2022                    | Europameisterschaften       | München                 | 19.                     | 400 m Hürden            | 49,99 s                 |
| 2022                    | Europameisterschaften       | München                 | 5.                      | 4 × 400 m               | 3:01,34 min             |
| 2023                    | Halleneuropameisterschaften | Istanbul                | 3.                      | 4 × 400 m               | 3:06,59 min             |
| 2023                    | Weltmeisterschaften         | Budapest                | 6.                      | 4 × 400 m               | 3:00,40 min             |
| 2024                    | Hallenweltmeisterschaften   | Glasgow                 | 3.                      | 4 × 400 m               | 3:04,25 min             |

## Persönliche Bestleistungen
Freiluft
- 400 m: 45,42 s, 14. Februar 2024, Potchefstroom
- 400 m Hürden: 49,07 s, 10. Juli 2021, Tallinn

Halle
- 200 m: 21,89 s, 30. Januar 2021, Wien
- 400 m: 46,48 s, 20. Februar 2021, Apeldoorn

## Persönliches
Ramsey Angela outete sich 2021 als homosexuell.